# كفرنبرخ
كفرنبرخ هي إحدى القرى اللبنانية من قرى قضاء الشوف في محافظة جبل لبنان. سكان الديانات مختلطون دينياً، وهي ذات أغلبية درزيَّة وأقليَّة مسيحية من الروم الكاثوليك الملكيين.

## الاسم
يعود أصل الاسم إلى اللغة السريانية ويعني الأرض المباركة نظراً لغناها الزراعي.

## الموقع
بين جبال أرز الباروك البيضاء والمياه الزرقاء المتلألئة للبحر الأبيض المتوسط تقع البلدة الجميلة كفرنبرخ في قضاء الشوف، جبل لبنان. تتصل شهرة كفرنبرخ بجمال طبيعتها واعتدال طقسها. محبوكة فوق تلال جميلة وأراض زراعية. تطّل على أودية خضراء تحيطها الأشجار البريّة من سنديان، صنوبر، بطم، وغيرها وأشجار مثمرة من زيتون، تفاح، تين وكروم عنب.
بحكم موقعها المركزي بين قرى المنطقة وازدهارها التجاري والتربوي، تعتبر كفرنبرخ واحدة من البلدات الحيوية والنشطة في منطقة الجبل.
ترتفع كفرنبرخ 1150 متراً عن سطح البحر، وتقع على مسافة 45 كلم جنوب شرق بيروت العاصمة، وهي تبتعد 30 كلم فقط عن شاطئ البحر المتوسط. تنتشر أراضيها فوق عدة كيلومترات من الأرض. وتحدّها: 
من الغرب: الفوارة ـ وادي الست
من الشرق: عين وزين
من الشمال: بتلون ـ الباروك
من الجنوب: معاصر بيت الدين ـ دير القمر

## السكان
يبلغ عدد سكان كفرنبرخ حوالي 12,000 شخص وفقاً للسجلاّت الرسمية. يزداد عادةً عدد سكانها في فصل الصيف ولكنه يتراجع في فصل الشتاء. بدأت الهجرة من كفرنبرخ منذ العقد الأخير من القرن التاسع عشر في إتجاه دول أميركا الجنوبية وهي مستمرة حتى أيامنا نحو كل أركان العالم كالولايات المتحدة الأميركية، أستراليا، أوروبا... هكذا يوجد هناك المئات من المهاجرين المنتشرين حول العالم.
يمتاز سكان كفرنبرخ بهمّة عالية يُواكبهم مجلس بلدي نشيط، وترفدهم جمعية كنسية ديناميكية، إلى جانب مدرستين ابتدائية خاصة وتكميلية رسمية. 
كانت كفرنبرخ في الماضي ُتعتبر مركزاً مهماً لجذب الناس الراغبين في الاستقرار والعمل في الزراعة. في هذه الأيام تفخر البلدة بتأمين مختلف الحاجيات والخدمات لأهلها كما للجوار. فهي بفضل فندقها، مطاعمها، مخازن الألبسة، محطات الوقود، مرائب الآليات، ومخازن أخرى متنوعة، جعلت سكانها في غنىً عن قصد المدن المحيطة للتسوق وتلبية حاجياتهم. 
تفخر كفرنبرخ بماضيها، ويقتضي على أهلها العمل للمحافظة على سحر طابعها القروي في غمرة هذا النمّو السريع.

## الزراعة
تعتمد البلدة على الزراعة كمورد دخل رئيسي. فتشكل تربتها أرضاً خصبة لزراعة الأشجار المثمرة على أنواعها كالتفاح، الدراق، الإجاص، التين، الخوخ، العنب، الجوز، الكرز، والزيتون كما معظم أنواع الخضار من البصل، الثوم، البندورة، الخيار، الفاصوليا الخضراء، الكوسى، الباذنجان... هكذا مكّن أهل كفرنبرخ بلدتهم من أن تزدهر بالإنتاج الزراعي على أنواعه وعلى مدار السنة. هذا ويشكل نبع الباروك المصدر الرئيسي لرّي المزروعات ولمياه الشفة للبلدة، كما لمعظم بلدات وقرى الشوف في جبل لبنان.

## الطقس
يُسهم موقع البلدة الجغرافي بإضفاء مناخ لطيف مع بعض التغيرّات البسيطة في درجات الحرارة. تتمتّع البلدة بأربعة فصول متمايزة، فارتفاعها الذي يتراوح بين 950 متراً و1150 متراً فوق سطح البحر، يُسهم بإضفاء مناخ معتدل وجاف فيجذب الناس إليها من المدن الساحلية الرطبة خلال فصل الصيف. أما فصل الربيع فهو يبدأ فيها من مطلع شهر نيسان ويستمر إلى أواخر شهر حزيران، ومع تشرين الأول يميل الطقس إلى البرودة، لينخفض مجدداً فيصبح قارساً ورطباً مع حلول الشتاء وتساقط الثلوج.

## من أعلامها
- فؤاد أبو غانم، شاعر.[4]